# 北川久仁子
北川 久仁子（きたがわ くにこ、1972年4月2日 - ）は、タレント、パーソナリティ、司会者。所属事務所はCREATIVE OFFICE CUE。北海道札幌市出身。血液型はO型（RHマイナス）。現代美術家の川俣正は従兄。好物はボタン海老。

## 来歴
1993年、藤女子短期大学在学中にAIR-G'の深夜番組、「電波フリークス80.4」でDJデビュー。
1994年10月、AIR-G'の夕方のラジオ番組「GO・I・S（ゴイス）」で鈴井貴之に見出され、アシスタント・パーソナリティに抜擢。2002年2月27日まで担当。また、番組内で結成したフットサルチーム「ゴイスFC」の名誉マネージャー兼選手だった。
1996年4月3日、「コルクアップ」で、単独DJに挑戦。同年、映画「ガメラ2 レギオン襲来」で、青少年科学館に設置されたガメラ対策特設本部オペレーター役で、女優デビュー。
1999年4月、テレビ北海道の生放送情報番組「朝だ!マル生900」アシスタントを担当（2002年3月まで）。同年6月5日から、「G-BOX」も担当する（2001年3月31日まで）。
2001年、国民年金PRCMに、パーソナリティ仲間で交友のあるヒロ福地とともに、声の出演。
2001年4月27日から12月14日まで、深夜番組「鈴井の巣 presents n×u×k×i」（北海道テレビ）で、女性側代表のコメンテーターとして出演。
2001年10月、アーティスト参加型ラジオ番組「見参!MEGA VISION」（AIR-G'、金曜深夜2:00-2:30）を担当（2005年3月25日まで）。2002年1月5日、AIR-G'「SATURDAY MIDNIGHT FEVER」 で、佐藤重幸のアシスタントで出演（2003年3月29日まで）。
2002年3月、「GO・I・S」を卒業。同年4月1日、AIR-G'の昼のラジオ番組「Zack-Ba-Lunch」を担当（2003年9月まで）。また、同年4月7日から、情報番組「朝まるHOKKAIDO」（テレビ北海道）アシスタントで出演（2002年12月22日まで）。
2003年10月7日、AIR-G'のラジオ番組「今夜はチャゲラッチョ」で、CHAGEとコンビを組むアシスタント・パーソナリティで出演（2003年12月29日まで）。同年10月、AIR-G'「Zack-Ba-Lunch」が終了するも、引き続き続時間帯で「La Vita Vivace」を担当（2008年3月まで）。
2006年4月1日、CREATIVE OFFICE CUE関係の仕事が多いことから、当時、副社長であった伊藤亜由美に引き抜かれ、同事務所所属のタレントとなった。
2006年4月1日、「スキップ」（北海道テレビ)に北海道テレビアナウンサーの小野優子とともにMCとして出演（2010年2月27日まで）。2008年4月、AIR-G'「La Vita Vivace」終了後、引き続き同時間帯で「SWEET GREEN」を担当（2009年3月）。2009年4月、AIR-G'「SWEET GREEN」終了後、「lief」を担当（2013年3月まで）。
2009年12月、所属事務所ウェブサイトで入籍を発表。2010年4月、所属事務所ウェブサイトで妊娠を発表し、7月29日から産休に入る。
2011年1月3日、AIR-G'「lief」で産休から復帰。2013年3月29日、AIR-G'「lief」終了、4月1日より朝の時間帯に移動し「brilliant days」を担当。2016年4月16日、「あぐり王国北海道NEXT」（北海道放送）にオクラホマの後を引き継ぐ形で不定期出演。2018年3月29日、AIR-G'「brilliant days」が終了するも、同年4月6日からAIR-G'「北川久仁子のbrilliant days×F」が放送開始。
2023年1月、自身のブログで乳がんを公表。2022年秋頃、右胸に違和感を覚え乳がんステージ1の診断を受けた。「家族みんなが笑顔でいるため、やりたい仕事を続けていくため、体が資本と伝えなくては」との思いを強め、12月に右乳房を部分切除。その後の精密検査で全摘出の必要性を指摘され手術を受けた。乳房喪失への不安から再建手術を決意している。

## 出演

### 現在のテレビ担当番組
- あぐり王国北海道NEXT  (2016年4月16日 - 現在、HBCテレビ) ※不定期出演[5]
- みんテレ「キセキの食堂」（2017年10月 - 現在、北海道文化放送）※不定期VTR出演

### 現在のラジオ担当番組
- 北川久仁子 ふふふ（2025年4月 - 現在、金曜9:00-11:00・11:30-13:55、AIR-G'（FM北海道））
- くにぽん（2020年10月2日 - 現在、金曜17:35-18:00、AIR-G'）

### 過去のテレビ担当番組
- 朝だ!マル生900（テレビ北海道）
- 朝まるHOKKAIDO（テレビ北海道）
- ドラバラ鈴井の巣「雅楽戦隊ホワイトストーンズ」第2・3シリーズ（2002年10月10日 - 12月19日・2003年6月5日 - 9月12日、北海道テレビ） - 美由起
- どーせヒマでしょ?（2005年10月14日 - 2008年9月24日、北海道文化放送）
- スキップ（2006年4月1日 - 2010年2月27日、北海道テレビ）
- 鈴井貴之のロケハン。（2006年10月 - 2007年11月、チャンネルNECO）
- 直CUE!勝負 目指せ!北海道完全征服!?（2008年9月 - 不定期、チャンネルNECO）
- HTB開局40周年記念「〜ありがとう40年〜全部たしたら10時間!ユメミル広場に大集合!!」（2008年8月29日・30日、北海道テレビ）
- U型テレビ（2011年4月4日 - 2014年3月28日、北海道文化放送） - 火曜コメンテーター
- U型ライブ（2014年3月31日 - 2015年3月20日、北海道文化放送） - 火曜コメンテーター
- アオタガイ学園（2015年10月2日 - 2016年3月25日、札幌テレビ）
- 不便な便利屋 2016 初雪（2016年12月30日、テレビ東京） - 映画祭司会者 役
- チャンネルはそのまま! 第2話（2019年3月19日、北海道テレビ） - 札幌中央署の食堂の従業員 役

### 過去のラジオ担当番組
- GO・I・S（AIR-G'）
- 裏ゴイス（AIR-G'）
- Zack-Ba-Lunch（2002年4月 - 2003年9月、AIR-G'）
- La Vita Vivace（2003年10月 - 2008年3月、AIR-G'）
- SWEET GREEN (2008年4月 - 2009年3月、AIR-G'）
- lief　(2009年4月 - 2013年3月、AIR-G')
- brilliant days　(2013年4月 - 2018年3月、AIR-G'）
- 桑田佳祐のやさしい夜遊び（2017年12月23日、TOKYO FM） - 代行DJ
- 北川久仁子のbrilliant days×F（2018年4月 - 2025年3月、金曜9:00-11:00・11:30-17:30、AIR-G'）

### 映画
- ガメラ2 レギオン襲来（1996年7月13日公開、東宝） - ガメラ対策特設本部オペレーター 役
- TEAM NACS FILMS「N43°」「AFTER」（2009年2月21日公開、CREATIVE OFFICE CUE・アミューズ） - レポーター 役
- こんな夜更けにバナナかよ 愛しき実話（2018年12月28日公開、松竹） - 村上恵美 役

### 舞台
- 天国への階段 北海道re-mix 〜ありがとう道新ホール〜（2024年6月21日 - 23日、道新ホール、作・演出：鈴井貴之）[6]

リーディングドラマ
- DIARY～失ったガラスの靴を探して～（2005年12月、札幌ロフト 五番舘赤れんがホール、演出：鈴井貴之）
- Memory～はがされた時間～ （2006年12月16日・17日、コンカリーニョ、演出：鈴井貴之）

### CM
- トヨタ自動車「トヨタ・プリウス」